# Bernt Rosengren
Bernt Åke Rosengren, född 24 december 1937 i Brännkyrka församling, Stockholm, död 15 maj 2023 i Maria Magdalena distrikt, Stockholm, var en svensk jazzmusiker, saxofonist (tenor- och alt-), flöjtist, kompositör och arrangör.

## Biografi
Bernt Rosengren skrev sina första arrangemang redan i 17-årsåldern. År 1957 ingick han i en grupp under ledning av Claes-Göran Fagerstedt med namnet Jazz Club 57, och skivdebuterade samma år. År 1958 fick Rosengren åka till jazzfestivalen i Newport med ett internationellt ungdomsband. Under 1950-talets senare hälft spelade han även tillsammans med Benny Bailey, och skivdebuterade i eget namn 1960 med ep:n The New Beat Generation. Han var med och framförde filmmusiken till Roman Polańskis film Kniven i vattnet från 1962, som komponerades av pianisten Krzysztof Komeda. I eget namn utgav han bland annat albumen Stockholm Dues (1965) och Improvisationer (1969), som båda belönades med Orkesterjournalens utmärkelse Gyllene skivan.
År 1968 flyttade Rosengren till Köpenhamn efter att ha fått ett erbjudande från Danska Radions Big Band. Under det tidiga 1970-talet spelade han bland annat med Don Cherry och Maffy Falay, av vilka den senare medverkade på Notes from Underground (1974), som även den belönades med Gyllene skivan. Därefter startade Rosengren ett eget storband, vars första album var First Moves (1977). Under slutet av 1970- och början av 1980-talet spelade han in ett antal skivor med pianisten Horace Parlan och gitarristen Doug Raney, och samarbetade även med basisten Niels-Henning Ørsted Pedersen. 1987 medverkande han som saxofonist och arrangör på Eldkvarns grammisbelönade album Himmelska dagar.
Under 1990-talet spelade Rosengren in album med tolkningar av musiken till George Gershwins opera Porgy och Bess, Plays Porgy & Bess (1996), och kompositioner av Evert Taube, Plays Evert Taube (1998). Han belönades med Gyllene skivan vid ytterligare två tillfällen: för 1999 års Face to Face, tillsammans med Arne Domnérus, och för 2008 års I'm Flying.
Bernt Rosengren var innehavare av statliga inkomstgarantin för konstnärer.

## Diskografi (urval)
- Stockholm Dues (Columbia, 1965)
- Improvisationer (SJR, 1969)
- Fly Me to the Sun (Gazell, 1971)

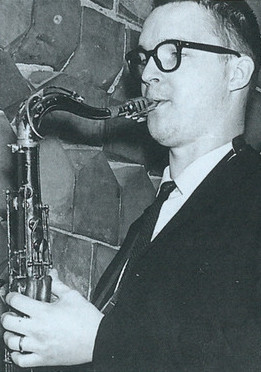
Bernt Rosengren ca 1960

- Notes from Underground (Harvest, 1974)
- Live in Stockholm Vol. 1 (Amigo, 1975)
- In Stockholm Vol. 2, med Bobo Stenson (Amigo, 1976)
- First Moves (EMI, 1977)
- Bernt Rosengren Big Band, med Horace Parlan och Doug Raney (Caprice, 1980)
- Surprise Party (SteepleChase, 1983)
- Bernt Rosengren Tentet Live!, med Doug Raney (Dragon, 1984)
- Summit Meeting, med Nisse Sandström (Phontastic, 1984)
- The Hug (Dragon, 1993)
- Late Date: A Tribute to Lars Gullin, med Lars Sjösten, Björn Alke och Fredrik Norén (Mirrors, 1994)
- Bombastica! 1959–60, med Lasse Werner (Dragon, 1996)
- Porgy & Bess (Arietta Discs, 1996)
- Bernt Rosengren Octet Plays Evert Taube (Arietta Discs, 1998)
- Face to Face, med Arne Domnérus (Dragon, 1999)
- Jazz Club 57, med Claes-Göran Fagerstedt (Dragon, 1999)
- Bernt Rosengren Tentet Plays Kurt Weill (Arietta Discs, 2000)
- Bernt Rosengren Octet Plays Evert Taube Vol. 2 (Arietta Discs, 2002)
- Free Jam, med Mongezi Feza (Ayler Records, 2004)
- I'm Flying (pb7, 2008)
- Bernt Rosengren Quartet Plays Swedish Jazz Compositions (pb7, 2012)
- Ballads (pb7, 2015)
- Songs (pb7, 2017)
- Live, med Christina von Bülow (pb7, 2019)

## Priser och utmärkelser
- 1965 – Gyllene skivan för Stockholm Dues
- 1969 – Gyllene skivan för Improvisationer
- 1973 – Jan Johansson-stipendiet
- 1974 – Gyllene skivan för Notes from the Underground
- 1999 – Jazzkatten, ”Årets jazzgrupp” (Bernt Rosengren Oktett)
- 1999 – Gyllene skivan för Face to Face (tillsammans med Arne Domnérus)
- 2003 – Django d'Or (”Master of Jazz”)
- 2004 – Lars Gullin-priset
- 2007 – Monica Zetterlund-stipendiet
- 2008 – Bert Levins stiftelse för jazzmusik
- 2009 – Kungliga Musikaliska Akademiens Jazzpris
- 2009 – Gyllene skivan för I’m Flying
- 2010 – Illis quorum[10]
- 2010 – Svenska jazzriksförbundets hederspris för sin livslånga insats inom jazzmusik